# Andre Agassi
Andre Kirk Agassi (Las Vegas, 29 de abril de 1970) é um ex-tenista profissional estadunidense.
Ganhou oito títulos do Grand Slam e é um dos oito tenistas a ter vencido todos os quatro torneios do Grand Slam (Andre Agassi 1999, Roger Federer 2009, Rafael Nadal 2010 e Novak Djokovic 2016, conquistaram o feito na era moderna, em superfícies diferentes. Antes, Roland Garros era disputado no saibro, mas os outros todos ocorriam na grama). Muitos consideram-no entre os melhores tenistas de todos os tempos e o melhor “devolvedor” de saques, ou serviços, (service returner) da história. Agassi anunciou sua aposentadoria após sua participação no Us Open 2006. Jogou a sua última partida no ATP Tour no dia 2 de setembro de 2006, quando perdeu na 3a rodada do US Open contra o alemão Benjamin Becker por 5-7/7-6/4-6/5-7. Despediu-se em lágrimas e perante uma apoteótica multidão que o aplaudia de pé. Agassi teve como maior rival Pete Sampras, contra quem jogou cinco finais de Grand Slam.
Alcançou o topo do ranking após vencer o Australian Open de 1995, posição que ocupou por 30 semanas na carreira.
Junto com seu time venceu a Copa Davis 11 vezes (1988, 1989, 1990, 1991, 1992, 1993, 1995, 1997, 1998, 2000, 2005), 30 vitórias e 6 derrotas em simples.
Possuí 17 títulos de Masters 1000.
Em 2014, Agassi foi considerado pela Revista Tênis um dos "10 tenistas que transformaram a forma como o tênis é jogado". Segundo a revista, "Diante de uma geração de grandes sacadores, que se sobressaíam em pisos cada vez mais velozes, Agassi trouxe esperança aos que pretendiam jogar no fundo de quadra mesmo em superfícies rápidas. Jogando com raquetes de cabeça maior do que o convencional (ditas oversize), ele fundamentou seu jogo nas devoluções de saque e nas potentes batidas de fundo, de preferência pegando a bola na subida e com constantes trocas de direção para castigar seus adversários. Além disso, ele ainda teve uma participação enorme na popularização do tênis na década de 1990, ditando tendências de moda com seus cabelos compridos, camisetas com combinações de cores extravagantes etc".
Foi casado com a atriz estadunidense Brooke Shields de 1997 a 1999. É casado desde 2001 com a ex-tenista alemã, e vencedora de 22 títulos de Grand Slam, Steffi Graf, com quem tem dois filhos, Jaden e Jaz.

## Partidas famosas
- A final do Torneio de Roland Garros 1990: perdeu para Andrés Gómez 6-3, 2-6, 6-4, 6-4. Foi a sua primeira final do Grand Slam.
- Final do US Open 1990: perdeu para Pete Sampras 6-4, 6-3, 6-2. A primeira das cinco finais do Grand Slam disputadas pelos dois melhores jogadores de sua geração.
- Final de Wimbledon 1992: derrotou Goran Ivanišević 6-7(8), 6-4, 6-4, 1-6, 6-4. O primeiro título do Grand Slam e único campeonato em Wimbledon.
- Quartas-de-final de Wimbledon em 1993: perdeu para Pete Sampras 6-2, 6-2, 3-6, 3-6, 6-4. O primeiro dos dois únicos jogos de 5 set entre os dois (o outro foi a semifinal do 2000 Australian Open).
- Final do Australian Open de 1995: derrotou Pete Sampras 4-6, 6-1, 7-6(6), 6-4. A única vitória de Agassi sobre Sampras em final do Grand Slam.
- Final do Torneio de Roland Garros 1999: derrotou Andrei Medvedev 1-6, 2-6, 6-4, 6-3, 6-4. A virada espetacular que fechou sua carreira em Grand Slam.
- Final do US Open 1999: derrotou Todd Martin 6-4, 6-7(5), 6-7(2), 6-3, 6-2. Outra virada emocionante.
- Semifinal do Australian Open de 2000: derrotou Pete Sampras 6-4, 3-6, 6-7(), 7-6(5), 6-1. Passagem para sua segunda coroa do Australian Open.
- Semifinal de Wimbledon 2000: perdeu para Patrick Rafter 7-5, 4-6, 7-5, 4-6, 6-3.
- Quartas-de-final do US Open 2001: perdeu para Pete Sampras 6-7(9), 7-6(2), 7-6(2), 7-6(5). A partida não teve quebra de serviço.
- Final do US Open 2002: perdeu para Pete Sampras 6-3, 6-4, 5-7, 6-4. A última partida competitiva de Sampras.
- Quarta rodada do Australian Open de 2005: derrotou Joachim Johansson 6-7(4), 7-6(5), 7-6(3), 6-4. Venceu apesar dos saques potentes, alcançando em vários momentos a marca dos 220 km/h e os 53 aces, novo recorde mundial estabelecido por seu oponente.
- Quartas-de-final do US Open 2005: derrotou James Blake 3-6, 3-6, 6-3, 6-3, 7-6(6). Agassi jamais havia tirado uma diferença de dois sets no US Open.

## Finais

### Grand Slam finais

#### Simples: 15 (8 títulos, 7 vices)
| Resultado | Ano  | Campeonato       | Piso   | Oponente           | Placar                            |
| --------- | ---- | ---------------- | ------ | ------------------ | --------------------------------- |
| Vice      | 1990 | Aberto da França | Saibro | Andrés Gómez       | 3–6, 6–2, 4–6, 4–6                |
| Vice      | 1990 | US Open          | Duro   | Pete Sampras       | 4–6, 3–6, 2–6                     |
| Vice      | 1991 | Roland Garros    | Saibro | Jim Courier        | 6–3, 4–6, 6–2, 1–6, 4–6           |
| Campeão   | 1992 | Wimbledon        | Grama  | Goran Ivanišević   | 6–7(8–10), 6–4, 6–4, 1–6, 6–4     |
| Campeão   | 1994 | US Open          | Duro   | Michael Stich      | 6–1, 7–6(7–5), 7–5                |
| Campeão   | 1995 | Australian Open  | Duro   | Pete Sampras       | 4–6, 6–1, 7–6(8–6), 6–4           |
| Vice      | 1995 | US Open          | Duro   | Pete Sampras       | 4–6, 3–6, 6–4, 5–7                |
| Campeão   | 1999 | Aberto da França | Saibro | Andrei Medvedev    | 1–6, 2–6, 6–4, 6–3, 6–4           |
| Vice      | 1999 | Wimbledon        | Grama  | Pete Sampras       | 3–6, 4–6, 5–7                     |
| Campeão   | 1999 | US Open          | Duro   | Todd Martin        | 6–4, 6–7(5–7), 6–7(2–7), 6–3, 6–2 |
| Campeão   | 2000 | Australian Open  | Duro   | Yevgeny Kafelnikov | 3–6, 6–3, 6–2, 6–4                |
| Campeão   | 2001 | Australian Open  | Duro   | Arnaud Clément     | 6–4, 6–2, 6–2                     |
| Vice      | 2002 | US Open          | Duro   | Pete Sampras       | 3–6, 4–6, 7–5, 4–6                |
| Campeão   | 2003 | Australian Open  | Duro   | Rainer Schüttler   | 6–2, 6–2, 6–1                     |
| Vice      | 2005 | US Open          | Duro   | Roger Federer      | 3–6, 6–2, 6–7(1–7), 1–6           |

### ATP finals

#### Simples: 4 (1 título, 3 vices)
| Resultado | Ano  | Campeonato | Piso     | Oponente        | Placar             |
| --------- | ---- | ---------- | -------- | --------------- | ------------------ |
| Campeão   | 1990 | Frankfurt  | Carpete  | Stefan Edberg   | 5–7, 7–6, 7–5, 6–2 |
| Vice      | 1999 | Hanover    | Carpete  | Pete Sampras    | 1–6, 5–7, 4–6      |
| Vice      | 2000 | Lisboa     | Hard (i) | Gustavo Kuerten | 4–6, 4–6, 4–6      |
| Vice      | 2003 | Houston    | Duro     | Roger Federer   | 3–6, 0–6, 4–6      |

### Olimpíadas

#### Simples: 1 (1 ouro)
| Resultado | Ano  | Campeonato | Piso | Oponente       | Placar        |
| --------- | ---- | ---------- | ---- | -------------- | ------------- |
| Campeão   | 1996 | Atlanta    | Duro | Sergi Bruguera | 6–2, 6–3, 6–1 |

## ATP Títulos (61)
| Legenda (Simples)                  |
| Grand Slam (8)                     |
| Tennis Masters Cup (1)             |
| Medalhas de Ouro Olímpicas (1)     |
| ATP Masters Séries (17 + 1 duplas) |
| ATP Tour (33)                      |

### Simples (60)
| N.o | Data                 | Torneio                                 | Superfície | Adversário na final               | Escore              |
| --- | -------------------- | --------------------------------------- | ---------- | --------------------------------- | ------------------- |
| 1.  | 23 de Nov, 1987      | Itaparica                               | Dura       | Luiz Mattar (Brasil)              | 7-6 6-2             |
| 2.  | 15 de Fev, 1988      | Memphis, Tennessee, EUA                 | Dura       | Mikael Pernfors (Suécia)          | 6-4 6-4 7-5         |
| 3.  | 25 de Abr, 1988      | Charleston, Carolina do Sul, EUA        | Clay       | Jimmy Arias (EUA)                 | 6-2 6-2             |
| 4.  | 2 de Mai, 1988       | Forest Hills, EUA                       | Clay       | Slobodan Zivojinovic (Iugoslávia) | 7-5 7-6 7-5         |
| 5.  | 11 de Jul, 1988      | Stuttgart Outdoors, Alemanha            | Clay       | Andres Gomez (Equador)            | 6-4 6-2             |
| 6.  | 25 de Jul, 1988      | Stratton, EUA                           | Dura       | Paul Annacone (EUA)               | 6-2 6-4             |
| 7.  | 15 de Ago, 1988      | Livingston                              | Dura       | Jeff Tarango (EUA)                | 6-2 6-4             |
| 8.  | 2 de Out, 1989       | Orlando, Flórida, EUA                   | Dura       | Brad Gilbert (EUA)                | 6-2 6-1             |
| 9.  | 5 de Fev, 1990       | São Francisco, Califórnia, EUA          | Carpet     | Todd Witsken (EUA)                | 6-1 6-3             |
| 10. | 12 de Mar, 1990      | Key Biscayne, EUA                       | Dura       | Stefan Edberg (Suécia)            | 6-1 6-4 6 6-2       |
| 11. | 16 de Jul, 1990      | Washington, EUA                         | Dura       | Jim Grabb (EUA)                   | 6-1 6-4             |
| 12. | 12 de Nov, 1990      | Tour Championships, Frankfurt, Alemanha | Carpet     | Stefan Edberg (Suécia)            | 5-7 7-6 7-5 6-2     |
| 13. | 1 de Abr, 1991       | Orlando, Flórida, EUA                   | Dura       | Derrick Rostagno (EUA)            | 6-2 1-6 6-3         |
| 14. | 15 de Jul, 1991      | Washington, EUA                         | Dura       | Petr Korda (Tchecoslováquia)      | 6-3 6-4             |
| 15. | 27 de Abr, 1992      | Atlanta, EUA                            | Saibro     | Pete Sampras (EUA)                | 7-5 6-4             |
| 16. | 1992-06-22           | Wimbledon                               | Grass      | Goran Ivanišević (Croácia)        | 6-7 6-4 6-4 1-6 6-4 |
| 17. | 20 de Jul, 1992      | Toronto, Canadá                         | Dura       | Ivan Lendl (EUA)                  | 3-6 6-2 6-0         |
| 18. | 1 de Fev, 1993       | San Francisco, EUA                      | Dura       | Brad Gilbert (EUA)                | 6-2 6-7 6-2         |
| 19. | 22 de Fev, 1993      | Scottsdale, EUA                         | Dura       | Marcos Ondruska (Rússia)          | 6-2 3-6 6-3         |
| 20. | 21 de Fev, 1994      | Scottsdale, EUA                         | Dura       | Luiz Mattar (Brasil)              | 6-4 6-3             |
| 21. | 25 de Jul, 1994      | Toronto, Canadá                         | Dura       | Jason Stoltenberg (Austrália)     | 6-4 6-4             |
| 22. | 29 de agosto de 1994 | US Open                                 | Dura       | Michael Stich (Alemanha)          | 6-1 7-6 7-5         |
| 23. | 1994-10-17           | Viena, Áustria                          | Carpet     | Michael Stich (Alemanha)          | 7-6 4-6 6-2 6-3     |
| 24. | 1994-10-31           | Paris, França                           | Carpet     | Marc Rosset (Suíça)               | 6-3 6-3 4-6 7-5     |
| 25. | 1995-01-16           | Australian Open                         | Dura       | Pete Sampras (EUA)                | 4-6 6-1 7-6 6-4     |
| 26. | 1995-02-06           | San José, Califórnia, EUA               | Dura       | Michael Chang (EUA)               | 6-2 1-6 6-3         |
| 27. | 1995-03-13           | Key Biscayne                            | Dura       | Pete Sampras (EUA)                | 3-6 6-2 7-6         |
| 28. | 1995-07-17           | Washington                              | Dura       | Stefan Edberg(Suécia)             | 6-4 2-6 7-5         |
| 29. | 1995-07-24           | Montreal                                | Dura       | Pete Sampras (EUA)                | 3-6 6-2 6-3         |
| 30. | 1995-08-07           | Cincinnati                              | Dura       | Michael Chang (EUA)               | 7-5 6-2             |
| 31. | 1995-08-14           | New Haven                               | Dura       | Richard Krajicek (Holanda)        | 3-6 7-6 6-3         |
| 32. | 1996-03-18           | Key Biscayne                            | Dura       | Goran Ivanišević (Croácia)        | 3-0 40-0            |
| 33. | 1996-07-22           | Jogos Olímpicos de Verão, Atlanta, EUA  | Dura       | Sergi Bruguera (Espanha)          | 6-2 6-3 6-1         |
| 34. | 1996-08-05           | Cincinnati                              | Dura       | Michael Chang (EUA)               | 7-6 6-4             |
| 35. | 1998-02-09           | San José, Califórnia, EUA               | Dura       | Pete Sampras (EUA)                | 6-2 6-4             |
| 36. | 1998-03-02           | Scottsdale                              | Dura       | Jason Stoltenberg (Austrália)     | 6-4 7-6             |
| 37. | 1998-07-20           | Washington                              | Dura       | Scott Draper (Austrália)          | 6-2 6-0             |
| 38. | 1998-07-27           | Los Angeles                             | Dura       | Tim Henman (Reino Unido)          | 6-4 6-4             |
| 39. | 1998-10-19           | Ostrava                                 | Carpet     | Jan Kroslak (Eslováquia)          | 6-2 3-6 6-3         |
| 40. | 1999-04-05           | Hong Kong                               | Dura       | Boris Becker (Alemanha)           | 6-7 6-4 6-4         |
| 41. | 1999-05-24           | Torneio de Roland Garros                | Clay       | Andrei Medvedev (Ucrânia)         | 1-6 2-6 6-4 6-3 6-4 |
| 42. | 1999-08-16           | Washington                              | Dura       | Yevgeny Kafelnikov (Rússia)       | 7-6 6-1             |
| 43. | 1999-08-30           | US Open                                 | Dura       | Todd Martin (EUA)                 | 6-4 6-7 6-7 6-3 6-2 |
| 44. | 1999-11-01           | Paris                                   | Carpet     | Marat Safin (Rússia)              | 7-6 6-2 4-6 6-4     |
| 45. | 2000-01-17           | Australian Open                         | Dura       | Yevgeny Kafelnikov (Rússia)       | 3-6 6-3 6-2 6-4     |
| 46. | 2001-01-15           | Australian Open                         | Dura       | Arnaud Clement (França)           | 6-4 6-2 6-2         |
| 47. | 2001-03-12           | Indian Wells                            | Dura       | Pete Sampras (EUA)                | 7-6 7-5 6-1         |
| 48. | 2001-03-19           | Key Biscayne                            | Dura       | Jan-Michael Gambill (EUA)         | 7-6 6-1 6-0         |
| 49. | 2001-07-23           | Los Angeles                             | Dura       | Pete Sampras (EUA                 | 6-4 6-2             |
| 50. | 2002-03-04           | Scottsdale                              | Dura       | Juan Balcells (Espanha)           | 6-2 7-6             |
| 51. | 2002-03-18           | Key Biscayne                            | Dura       | Roger Federer (Suíça)             | 6-3 6-3 3-6 6-4     |
| 52. | 2002-05-06           | Roma                                    | Clay       | Tommy Haas (Alemanha)             | 6-3 6-3 6-0         |
| 53. | 2002-07-22           | Los Angeles, EUA                        | Dura       | Jan-Michael Gambill (EUA)         | 6-2 6-4             |
| 54. | 2002-10-14           | Madrid, Espanha                         | Dura       | Jiri Novak (República Checa)      | W/O                 |
| 55. | 2003-01-13           | Australian Open                         | Dura       | Rainer Schuettler (Alemanha)      | 6-2 6-2 6-1         |
| 56. | 2003-02-10           | San José, Califórnia, EUA               | Dura       | Davide Sanguinetti (Itália)       | 6-3 6-1             |
| 57. | 2003-03-17           | Key Biscayne                            | Dura       | Carlos Moyá (Espanha)             | 6-3 6-3             |
| 58. | 2003-04-21           | Houston, EUA                            | Clay       | Andy Roddick (EUA)                | 3-6 6-3 6-4         |
| 59. | 2004-08-02           | Cincinnati, EUA                         | Dura       | Lleyton Hewitt (Austrália)        | 6-3 3-6 6-2         |
| 60. | 2005-07-31           | Los Angeles, EUA                        | Dura       | Gilles Muller (Luxemburgo)        | 6-4 7-5             |

### Duplas (1)
| N.o | Data       | Torneio    | Piso | Parceiro                     | Oponentes na final                           | Resultado |
| 1.  | 1993-08-16 | Cincinnati | Hard | Petr Korda (República Checa) | Stefan Edberg (Suécia), Henrik Holm (Suécia) | 7-6 6-4   |

### Linha do tempo de sua performance
| Torneio                  | 2005 | 2004  | 2003 | 2002 | 2001  | 2000 | 1999 | 1998  | 1997  | 1996 | 1995 | 1994 | 1993 | 1992 | 1991 | 1990 |
| ------------------------ | ---- | ----- | ---- | ---- | ----- | ---- | ---- | ----- | ----- | ---- | ---- | ---- | ---- | ---- | ---- | ---- |
| Australian Open          | QF   | SF    | V    | -    | V     | V    | 4r   | 4r    | -     | SF   | V    | -    | -    | -    | -    | -    |
| Torneio de Roland Garros | 1r   | 1r    | QF   | QF   | QF    | 2r   | V    | 1r    | -     | 2r   | QF   | 2r   | -    | SF   | F    | F    |
| Wimbledon                | -    | -     | 4r   | 2r   | SF    | SF   | F    | 2r    | -     | 1r   | SF   | 4r   | QF   | V    | QF   | -    |
| US Open                  | F    | QF    | SF   | F    | QF    | 2r   | V    | 4r    | 4r    | SF   | F    | V    | 1r   | QF   | 1r   | F    |
| Grand Slam V-D           | 10-2 | 9-3   | 19-3 | 11-3 | 20-3  | 14-3 | 23-2 | 7-4   | 3-1   | 11-4 | 22-3 | 11-2 | 4-2  | 16-2 | 10-3 | 12-2 |
| Torneios Ganhos          | 1    | 1     | 4    | 5    | 4     | 1    | 5    | 5     | 0     | 3    | 7    | 5    | 2    | 3    | 2    | 4    |
| Hardcourt V-D            | 19-3 | 37-10 | 32-6 | 36-7 | 35-10 | 25-9 | 41-9 | 47-10 | 11-10 | 34-7 | 53-3 | 29-6 | 27-8 | 19-7 | 17-7 | 26-5 |

| Torneio         | 1989 | 1988 | 1987  | 1986 |
| --------------- | ---- | ---- | ----- | ---- |
| Australian Open | -    | -    | -     | -    |
| Roland Garros   | 3r   | SF   | 2r    | -    |
| Wimbledon       | -    | -    | 1r    | -    |
| US Open         | SF   | SF   | 1r    | 1r   |
| Grand Slam V-D  | 7-2  | 10-2 | 1-3   | 0-1  |
| Torneios Ganhos | 1    | 6    | 1     | 0    |
| Hardcourt V-D   | 20-6 | 33-6 | 21-10 | 4-5  |

## Frente a frente
- vs. Michael Chang: 15-7
- vs. Pete Sampras: 14-20
- vs. Patrick Rafter: 10-5
- vs. Boris Becker: 10-4
- vs. Greg Rusedski: 8-2
- vs. Nicolas Kiefer: 6-0
- vs. Thomas Johansson: 6-1
- vs. Guillermo Coria: 5-2
- vs. Jiri Novak: 5-1
- vs. Jim Courier: 5-7
- vs. Taylor Dent: 5-0
- vs. Andy Roddick: 5-1
- vs. Lleyton Hewitt: 4-4
- vs. Gaston Gaudio: 4-1
- vs. Robby Ginepri: 4-0
- vs. James Blake: 4-1
- vs. Goran Ivanisevic: 4-3
- vs. Roger Federer: 3-8
- vs. Marat Safin: 3-3
- vs. Tim Henman: 2-1
- vs. Nikolay Davydenko: 2-0
- vs. Jimmy Connors: 2-0
- vs. John McEnroe: 2-2
- vs. Rafael Nadal: 0-2
- vs. Gustavo Kuerten: 7-4